# Kévin Oliveira
Kévin Renato Fortes Oliveira (São Vicente, 8 giugno 1996) è un calciatore capoverdiano, attaccante dell'Anagennīsī Deryneia e della nazionale capoverdiana.

## Carriera

### Club
Ha giocato in MLS e nella massima serie cipriota.

### Nazionale
Il 7 ottobre 2017 ha esordito con la nazionale capoverdiana giocando l'incontro perso 0-2 contro il Senegal, valido per le qualificazioni al campionato mondiale di calcio 2018.

## Statistiche

### Cronologia presenze e reti in nazionale
| Cronologia completa delle presenze e delle reti in nazionale ― Capo Verde | Cronologia completa delle presenze e delle reti in nazionale ― Capo Verde | Cronologia completa delle presenze e delle reti in nazionale ― Capo Verde | Cronologia completa delle presenze e delle reti in nazionale ― Capo Verde | Cronologia completa delle presenze e delle reti in nazionale ― Capo Verde | Cronologia completa delle presenze e delle reti in nazionale ― Capo Verde | Cronologia completa delle presenze e delle reti in nazionale ― Capo Verde | Cronologia completa delle presenze e delle reti in nazionale ― Capo Verde |
| Data                                                                      | Città                                                                     | In casa                                                                   | Risultato                                                                 | Ospiti                                                                    | Competizione                                                              | Reti                                                                      | Note                                                                      |
| ------------------------------------------------------------------------- | ------------------------------------------------------------------------- | ------------------------------------------------------------------------- | ------------------------------------------------------------------------- | ------------------------------------------------------------------------- | ------------------------------------------------------------------------- | ------------------------------------------------------------------------- | ------------------------------------------------------------------------- |
| 7-10-2017                                                                 | Praia                                                                     | Capo Verde                                                                | 0 – 2                                                                     | Senegal                                                                   | Qual. Mondiali 2018                                                       | -                                                                         | 85’                                                                       |
| 7-10-2020                                                                 | Andorra la Vella                                                          | Andorra                                                                   | 1 – 2                                                                     | Capo Verde                                                                | Amichevole                                                                | -                                                                         | 66’                                                                       |
| Totale                                                                    |                                                                           | Presenze                                                                  | 2                                                                         |                                                                           | Reti                                                                      | 0                                                                         |                                                                           |

## Palmarès

### Club

#### Competizioni nazionali
- Lamar Hunt U.S. Open Cup: 1

Sporting K.C.: 2017